# Antoni Malet i Pujol
Antoni Malet i Pujol (Barcelona, 1879 - 28 d'agost de 1909) fou un agitador català. Fou educat en un orfenat. Posteriorment va desertar de l'exèrcit i fou empresonat per robatori. Quan esclatà la Setmana Tràgica va participar en la revolta a Sant Adrià del Besòs, on fou un dels qui va cremar l'església parroquial. Fou jutjat per un tribunal militar per aquests fets, tot i que aquest delicte no era inclòs en l'acusació de rebel·lió militar, i condemnat a mort, tot i que no havia mort ningú ni havia estat líder significat de la revolta. Fou l'únic dels condemnats a mort que acceptà la participació en els fets. Fou afusellat al Castell de Montjuïc el 29 d'agost de 1909.